# پل پنج چشمه
پل پنج چشمه مربوط به دوره صفوی است و در شهرستان بناب، در یک کیلومتری جنوب شرقی و به فاصله ۶۰۰ متر از ضلع شرقی جاده کمربندی شرق شهر بناب بر روی رودخانه صوفی چای (سوویخ چایی) قرار دارد. این پل دارای پنج چشمه است که به صورت قرینه ساخته شده‌اند و چشمهٔ میانی از بقیه بزرگتر است. طول این پل ۵۰ متر و عرض آن ۴/۸۰ متر است. پایه‌ها سنگی و طاقها جناقی و با آجر چهارگوش بنا شده‌است. کف پل سنگ‌فرش و در طرفین دارای دست‌انداز آجری (جان پناه) به ارتفاع یک متر است. و این اثر در تاریخ ۲۵ اسفند ۱۳۷۹ با شمارهٔ ثبت ۳۰۸۷ به‌عنوان یکی از آثار ملی ایران به ثبت رسیده‌است. پل بدست ارباب علی اکبر  یزدانی بن صمد بنابی بدلیل عبور راحت کاروان‌ها از روی صوفی چای ساخته شد (چون شهرستان بناب بر روی جاده ابریشم قرار داشت )